# Villa Lidköping BK

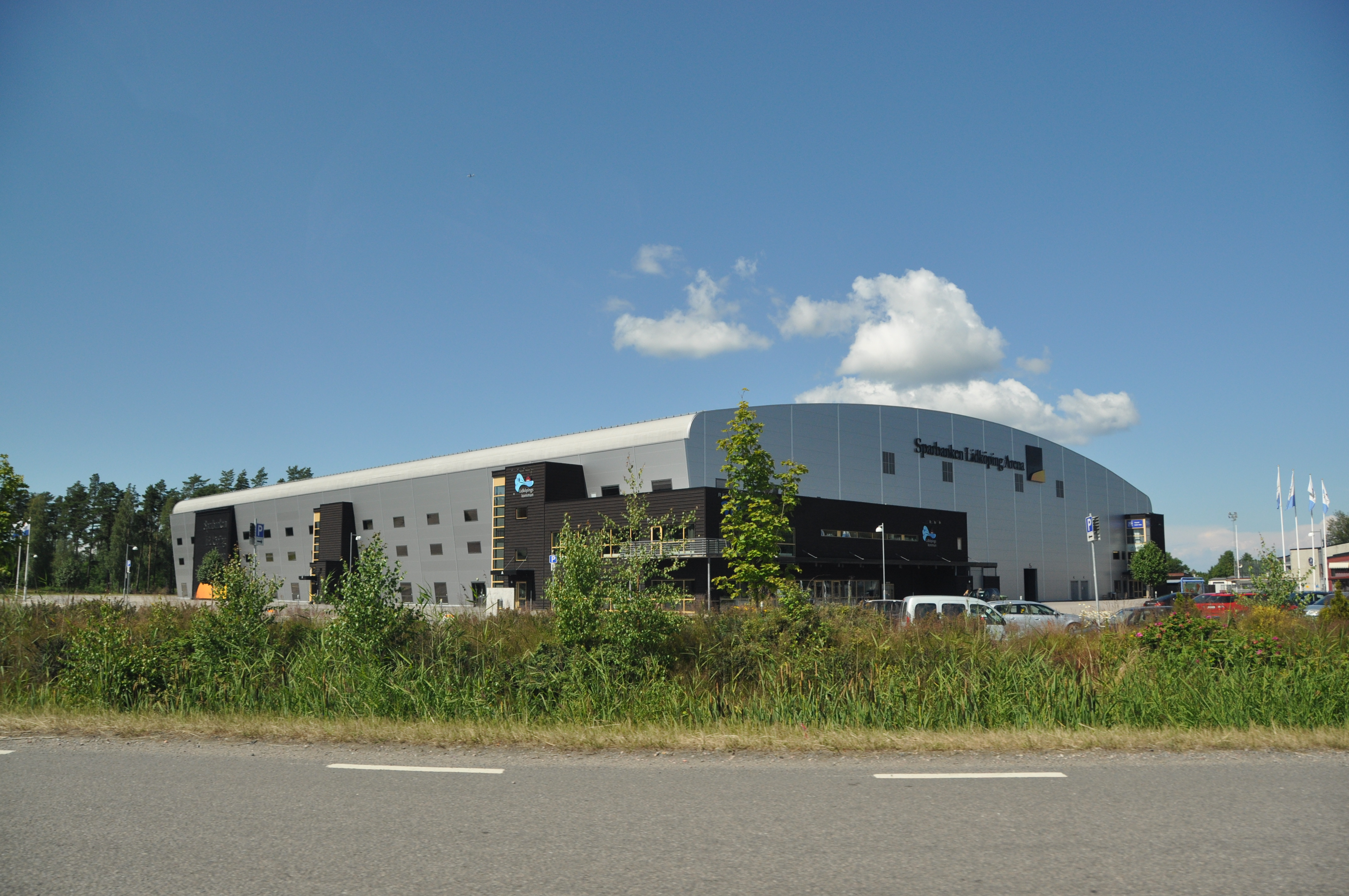
Stadion van Lidköping

Villa Lidköping BK is een bandyclub uit Lidköping in Zweden. De club werd opgericht in 1934 als Villa BK. De club werd Zweeds kampioen geweest in 2019, 2021 en 2024.